# 桑城塔墓
桑城塔墓是一座清代古墓葬，位于山西省晋中市平遥县襄垣乡桑城村。
1982年10月10日，桑城塔墓公布为平遥县文物保护单位。